# Stor-Öratjärnen, Gästrikland
Stor-Öratjärnen är en sjö i Ockelbo kommun i Gästrikland och ingår i Testeboåns huvudavrinningsområde. Sjön är 10,2 meter djup, har en yta på 0,235 kvadratkilometer och befinner sig 266 meter över havet. Vid provfiske har bland annat elritsa, nors, ruda och röding fångats i sjön.

## Delavrinningsområde
Stor-Öratjärnen ingår i det delavrinningsområde (675597-153504) som SMHI kallar för Utloppet av Stor-Öratjärnen. Medelhöjden är 287 meter över havet och ytan är 3,65 kvadratkilometer. Räknas de 2 avrinningsområdena uppströms in blir den ackumulerade arean 5,55 kvadratkilometer. Vattendraget som avvattnar avrinningsområdet har biflödesordning 2, vilket innebär att vattnet flödar genom totalt 2 vattendrag innan det når havet efter 65 kilometer. Avrinningsområdet består mestadels av skog (88 procent). Avrinningsområdet har 0,22 kvadratkilometer vattenytor vilket ger det en sjöprocent på 6 procent.

## Fisk
Vid provfiske har följande fisk fångats i sjön:
- Elritsa
- Nors
- Ruda
- Röding
- Öring